# Iwa Prandżewa
Iwa Prandżewa, Ива Пранджева (ur. 15 lutego 1972 w Płowdiwie) – bułgarska lekkoatletka, specjalizująca się w trójskoku i skoku w dal.

## Sukcesy
- złoty medal Mistrzostw Świata Juniorów w Lekkoatletyce (skok w dal Płowdiw 1990)
- brąz Mistrzostw Europy juniorów w lekkoatletyce (skok w dal Saloniki 1991)
- brązowy medal podczas Mistrzostw Świata w Lekkoatletyce (trójskok Stuttgart 1993)
- srebro Halowych Mistrzostw Świata w Lekkoatletyce (trójskok Barcelona 1995)
- srebrny medal na Mistrzostwach Świata w Lekkoatletyce (trójskok Göteborg 1995)
- złoto Halowych Mistrzostw Europy w Lekkoatletyce (trójskok Sztokholm 1996)
- 1. miejsce podczas Superligi Pucharu Europy (skok w dal Madryt 1996)
- najlepszy wynik na świecie w trójskoku (1998) (15,12 m, 19 września 1998 Tokio)
- 2 medale Halowych Mistrzostw Świata w Lekkoatletyce (Maebashi 1999, trójskok – srebro & skok w dal – brąz)
- 2 brązowe medale podczas Halowych Mistrzostw Europy w Lekkoatletyce (Gandawa 2000 skok w dal & trójskok)

Prandżewa podczas Igrzysk olimpijskich (Atlanta 1996) zajęła 7. miejsce w skoku w dal oraz 4. w trójskoku, jednak została zdyskwalifikowana za obecność w jej organizmie niedozwolonych substancji. Powróciła do startów po dyskwalifikacji w drugiej części sezonu 1998, a w 2000 zakończyła karierę.

## Rekordy życiowe
- trójskok – 15,18 (1995)
- skok w dal (stadion) – 6,88 (1995)
- skok wzwyż – 1,85 (1995)
- trójskok (hala) – 14,94 (1996) rekord Bułgarii, 10. wynik w historii światowej lekkoatletyki
- skok w dal (hala) – 6,90 (1999)